# Estación Chorrillos
Chorrillos es una estación de la línea del Tren Limache-Puerto. Está ubicada en la Comuna de Viña del Mar, en el Gran Valparaíso,  Chile,  bajo el par vial Limache/Álvarez, en el sector de Chorrillos.

## Historia

### SigloXIX
La construcción del ferrocarril comenzó desde Valparaíso con dirección a Santiago, el tramo de la línea del tren entre estación Barón y El Salto el 16 de septiembre de 1855.
Esta estación surge como un paradero para las incipientes comunidades de la zona.

### SigloXX
En febrero de 1930 Matilde Fort fue nombrada jefa de estación en Chorrillos, convirtiéndose en la primera mujer en asumir dicho cargo en Chile; estudió telegrafía en la escuela que poseía la Empresa de los Ferrocarriles del Estado en Barón e inició su carrera en 1915 como telegrafista en la estación Limache y posteriormente en La Cruz.

### SigloXXI
Con la construcción del nuevo sistema de transporte Tren Limache-Puerto, se demolió la infraestructura de pasajeros que existía previamente, para dar espacio a la construcción de una nueva estación de mesanina aérea que cuenta con una pasarela como acceso hacia los andenes, para conectar el lado sur de Av. España, siendo inaugurada el 23 de noviembre de 2005.

## Entorno
En su entorno inmediato se encuentra la sede viñamarina de centro universitario Duoc UC, se encuentra el Campus Miraflores de la Universidad de Viña del Mar (UVM), el estero MargaMarga y Puente Lusitania.